# Storms Electric Car Company
Storms Electric Car Company war ein US-amerikanischer Hersteller von Automobilen.

## Unternehmensgeschichte
Ideen- und Namensgeber war William E. Storms, der vorher bei der Colonial Electric Car Company und der Anderson Electric Car Company tätig war. Er gründete 1915 zusammen mit F. T. King und Ferdinand H. Zilisch das Unternehmen in Detroit in Michigan. Eine andere Quelle nennt William E. Storms als Präsident und Manager, Ferdinand H. Zillisch als Vizepräsident und Fred T. King als Sekretär und Schatzmeister. Die Produktion von Automobilen begann im ehemaligen Werk von Mercury Cyclecar. Der Markenname lautete Storms. Im gleichen Jahr endete die Produktion.

## Fahrzeuge
Im Angebot standen ausschließlich Elektroautos. Sie wurden als Cyclecar bezeichnet, obwohl unklar ist, ob sie die Kriterien für Cyclecars erfüllten. Das Leergewicht ist nicht angegeben. Es ist fraglich, ob mit den schweren Batterien das Gewichtslimit von 350 kg für Cyclecars eingehalten werden konnte. Der Elektromotor war in Fahrzeugmitte montiert und trieb die Hinterachse an. Das Fahrgestell hatte 229 cm (90 Zoll) Radstand und 112 cm (44 Zoll) Spurweite. Die Höchstgeschwindigkeit war mit 29 km/h und die Reichweite mit 64 bis 80 km angegeben. Zur Wahl standen ein Roadster für 750 US-Dollar, ein Coupé für 950 Dollar und ein leichter Lieferwagen für 650 Dollar.
Eine Abbildung zeigt einen Roadster mit normal großen Rädern. In einer Literatur wird die Reifengröße mit 44 Zoll angegeben. Möglicherweise wurde die Reifengröße mit der Spurweite verwechselt.